# 太子党
太子党（たいしとう、英: Princelings、拼音: Tàizǐ Dǎng）は、中国共産党の高級幹部の子弟等で特権的地位にいる者たちのこと、あるいはその総称である。世襲的に受け継いだ特権と人脈を基にして、中国の政財界や社交界に大きな影響力を持つ。

## 解説
太子は日本語の「皇太子」と同じ意味。党組織だけでなく、コネを生かして企業経営等に関わる場合もある。なお大抵は親の方が地位・知名度共に上だが、曽慶紅のように子の方が出世した例もある。
高級幹部の子女が特権を享受しているのは国家クラスから末端の県、郷で見られ、親族への就職斡旋や裏口入学などが行われている。これは周辺を信頼できる身内で固めることで、自身の地位安定と一族の団結を図る中国の伝統的な大家族主義に由来している。
同じ利益を代表する一つの派閥と捉える報道もあるが、親が属したグループや各自の政治路線の違いもあり人間関係が一枚岩とは言えない。
なお、「太子党」という呼称は便宜上マスコミが名づけたもので、特に本人たちが名乗っているわけではない。2012年に当選した韓国の大統領の朴槿恵や日本の首相の安倍晋三といった中国国外の世襲政治家も同時期に中国共産党総書記に選出された太子党出身の習近平と並べられて中華圏のメディアでは太子党と呼ばれている。北朝鮮の金正日総書記の長男である金正男も中国の太子党に匿われていた関係もあって太子党と呼ばれたこともあり、次男の金正哲が主宰する烽火組も北朝鮮版太子党と呼ばれている。
近年は共産党内で出世する高官の娘が増えてきたこと、あるいは現在政権を動かす首脳陣に娘しかいないことに引っ掛けて「公主党（公主は日本語の「お姫様」の意）」というスラングも派生している。
党幹部に類縁しないテクノクラート的な実力派若手エリート党官僚を擁した共青団と比類して用いられる場合がある。
また第二次国共内戦での戦闘に貢献したり中華人民共和国の建国初期に貢献している高級幹部の子弟のことを「紅二代」、紅二代でない高級幹部の子弟を「官二代」と呼ばれている。

## 代表例
- 周恩来 - 李鵬（養子：国務院総理[10]）、李小鵬（子：山西省省長）、李小琳（中国語版）（子：中国電力投資集団公司会長兼中電国際社長）
- 毛沢東 - 毛新宇（孫：中国人民解放軍軍事科学院戦争理論戦略研究部副部長、少将）
- 劉少奇 - 劉源（子：全国人民代表大会財政経済委員会副主任委員、上将）
- 林彪 - 林立果（子：元空軍作戦部副部長）
- 鄧小平 - 鄧樸方（子：元全国政治協商会議副主席、中国障害者協進会主席）、鄧榕（中国語版）（子：中国国際友好聯絡會副会長）、鄧楠（子：元中国科学技術協会党書記）
- 葉剣英 - 葉選平（子：広東省省長→全国政治協商会議副主席）、鄒家華（娘婿：元中央政治局委員、国務院副総理）
- 李先念 - 劉亜洲（娘婿：空軍副政治委員、中将）
- 陳雲 - 陳元（中国語版）（子：中国国家開発銀行頭取）
- 曽山（中国語版）―曽慶紅―曽偉（子：投資家）
- 李維漢 - 李鉄映（子：元中央政治局委員、中国社會科學院院長）
- 江沢民 - 江沢慧（中国語版）（妹:元中国林業科学院院長）、江綿恆（中国語版）（子：元中国科学院副院長）、江綿康（中国語版）（子：中国人民解放軍総政治部組織部部長、少将）
- 朱鎔基 - 朱雲来（中国語版）（子：中国中金公司CEO）
- 胡錦濤 - 胡海峰（中国語版）（子：浙江省嘉興市市長）、胡海清（中国語版）（子：新浪前最高経営責任者（CEO）茅道臨夫人）
- 温家宝 - 温雲松（中国語版）（子：優創科技中国有限公司総裁）
- 薄一波 - 薄熙来（子：国務院商務部長→重慶市党委書記）
- 兪啓威 - 兪正声（子：湖北省党委書記→上海市党委書記→中央政治局常務委員）
- 周永康 - 周濱（父親が中国共産党政治局常務委員で中国石油天然気集団の代表であった時代に、息子はその利権を使ってアメリカで石油会社経営し、巨額の財を成したが、父親の失脚により拘束中）[11]
- ウランフ - 孔飛（中国語版）（妹婿：内モンゴル自治区主席）、ブヘ（中国語版）（子：内モンゴル自治区主席）、ブ・シャオリン（孫：内モンゴル自治区主席）
- 習仲勲 - 習近平（子：浙江省党委書記→上海市党委書記→国家副主席→中国共産党総書記・国家主席）
- 姚依林 - 王岐山（娘婿：北京市長→国務院副総理→中央政治局常務委員→国家副主席）